# Assayech (Irak)
Pour les articles homonymes, voir Assayech.
Les Assayech ou Asayish (sécurité en kurde) sont une organisation kurde créée en septembre 1993. Elle est désignée sous les termes de services de renseignements, forces de sécurité, services de sécurité, police de sécurité, services secrets, police secrète, ou simplement police kurde. Elle est proche du Parti démocratique du Kurdistan[réf. nécessaire]. Elle agit sous contrôle du Parlement du Kurdistan et du gouvernement régional du Kurdistan.

## Buts de l'organisation
Ses buts, selon l'autorité kurde, sont :
- Lutte contre le trafic de stupéfiants
- Lutte contre le terrorisme
- Contre-espionnage
- Services secrets
- Estimation des menaces de la sécurité de l'Irak.

## Champs juridictionnels
- Criminalité financière
- Contrebande
- Crimes politiques
- Espionnage
- Sabotage
- Terrorisme

### Sources
- (en) Cet article est partiellement ou en totalité issu de l’article de Wikipédia en anglais intitulé « Asayish (Kurdistan Regional Government) » (voir la liste des auteurs).